# Monument à Jean-Servais Stas
Le Monument à Jean-Servais Stas est un monument érigé à Bruxelles en Belgique en souvenir du médecin et chimiste Jean-Servais Stas.

## Localisation
Le monument se dresse dans les jardins du palais des Académies, au nord de celui-ci, au numéro 1 de la rue Ducale.

## Historique
Le piédestal en pierre bleue est l'œuvre de l'architecte Art nouveau Victor Horta et le buste en bronze qui le couronne est de la main du sculpteur Thomas Vinçotte,,,,,.
Le monument est inauguré le 10 mai 1897,.

## Description

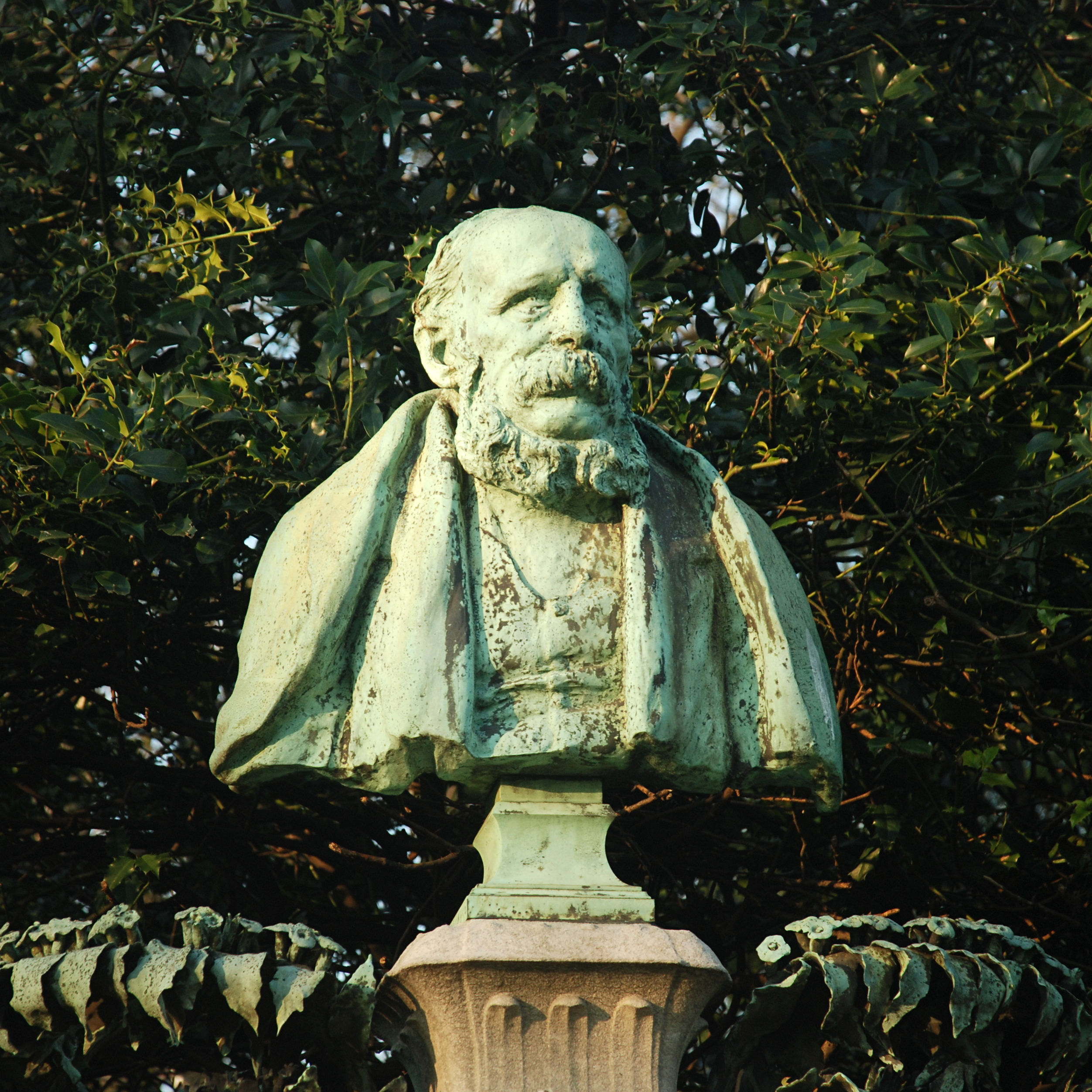
Le buste en bronze.

Le monument est constitué d'un piédestal en pierre bleue portant un buste en bronze de Jean-Servais Stas, habillé d'un manteau.
Le piédestal en pierre bleue, d'un style Art nouveau très sobre, est orné d'une frise de perles et porte, gravée dans la pierre, la mention :

« Jean-Servais

STAS

1818-1891 »

Le buste en bronze est encadré de plants de tabac, en référence aux travaux de Stas sur la nicotine, et de deux Génies en bronze symbolisant la Physique et la Chimie,,.

## Accessibilité
| ___ | Ce site est desservi par les stations de métro : Parc, Arts-Loi et Trône. |